# Abbas Dabbaghi
Abbas Dabbaghi Souraki (* 9. März 1987 in Sari) ist ein iranischer Ringer. Er war Teilnehmer bei den Olympischen Sommerspielen 2008 in Peking.